# توماس إي. أرمسترونغ
توماس إي. أرمسترونغ (بالإنجليزية: Thomas E. Armstrong)‏ هو سياسي أمريكي، ولد في 22 يناير 1959 في بريسكوت في الولايات المتحدة. حزبياً، نشط في الحزب الجمهوري. وقد انتخب عضو مجلس نواب بنسيلفانيا.